# شارل سان برو
شارل سان برو (بالفرنسية: Charles SAINT-PROT)‏ هو دكتور في العلوم السياسية ودكتور في إدارة أبحاث في القانون ومدير مرصد الدراسات الجيوسياسية الفرنسي بباريس.
هو محام متخصص بالعلوم السياسية ومحلل سياسي حيث تركز أبحاثه على الجغرافيا السياسية. وهو أستاذ في الدراسات الإسلامية والعربية في جامعة القانون باريس ديكارت، وجامعة القانون في ستراسبورغ وفي جامعة كتلونيا في بارشلونا.
قدم العديد من المحاضرات وفي مختلف المعاهد والجامعات، وهو أيضا المستشار الدبلوماسي لكثير من السياسيين والمؤسسات.

## أعماله
لدى البروفيسور شارل سان برو العديد من المؤلفات (30 مطبوعة) ترجم البعض إلى اللغة الإنجليزية والعربية والإسبانية. (أغلبهم مؤلفات حديثة)
- «سياسة فرنسا العربية»2007 La politique arabe de la France (ترجم إلى اللغة العربية)
- «الإسلام، مستقبل السلفية بين الثورة والتغريب» 2008 L’Islam, l’avenir de la Tradition entre révolution et occidentalisation

ترجم إلى اللغتين العربية والإنجليزية.
- «المغرب يتحرك إلي الأمام» Le Maroc en marche (تحت إشرافه) باريس دار نشر المركز الوطني للبحوث العلمية CNRS 2009
- «المفاهيم والمواقف الغربية تجاه الإسلام» Western Perception and Attitudes Towards Islam, أبو ظبي 2010 ECSSR - ترجم إلى اللغة العربية
- «رهان حوار الحضارات» L’enjeu du dialogue des civilisations (تحت إشرافه) باريس: مرصد الدراسات الجيوسياسية - مجموعة «الدراسات الجيوسياسية» رقم 10 - دار نشر كارتالا Karthala 2010 ترجم إلى اللغة العربية.
- «التقاليد الإسلامية للإصلاح» La Tradition islamique de la réforme باريس دار نشر المركز الوطني للبحوث العلمية CNRS 2010 ترجم إلى اللغة الإسبانية برشلونة 2011 وإلى اللغة العربية - القاهرة 2011
- «الإسلام والتكيف مع العالم المعاصر: ضرورة الاجتهاد» باريس L'Islam et l'effort d'adaptation au monde contemporain, l'impératif de l'ijtihâd

دار نشر المركز الوطني للبحوث العلمية CNRS 2011
- «محمد الخامس/ ملك المغرب» Mohammed V 2012